# Tour de l'Ain 2003
La 15e édition de la course cycliste Tour de l'Ain a eu lieu du 12 août au 15 août 2003.

## Présentation

### Équipes
| Groupes sportifs I (11)- Brioches La Boulangère - Cofidis-Le Crédit par Téléphone - Crédit agricole - Fdjeux.com - Jean Delatour - Phonak Hearing Systems - Quick Step-Davitamon - AG2R Prévoyance - iBanesto.com - Lotto-Domo - US Postal Service-Berry Floor Groupes sportifs II (2)- BigMat-Auber 93 - MBK-Oktos-Saint-Quentin Groupes sportifs III (2)- Rabobank GS3 - Barloworld |
| |

## Étapes
| Étape     | Date    | Villes étapes                    | type | Distance (km) | Vainqueur d'étape | Leader du classement général |
| --------- | ------- | -------------------------------- | ---- | ------------- | ----------------- | ---------------------------- |
| 1re étape | 12 août | Lagnieu – Saint-Vulbas           |      | 153           | Jérôme Pineau     | Jérôme Pineau                |
| 2e étape  | 13 août | Bourg-en-Bresse – Ceyzériat      |      | 166           | Maryan Hary       | Samuel Dumoulin              |
| 3e étape  | 14 août | Saint-Genis-Pouilly – Lélex      |      | 155           | Ludovic Turpin    | Axel Merckx                  |
| 4e étape  | 15 août | Bellegarde-sur-Valserine – Culoz |      | 125           | Max van Heeswijk  | Axel Merckx                  |

## Déroulement de la course

### 1reétape
| \| Classement de l'étape \| Classement de l'étape \| Classement de l'étape \| Classement de l'étape \| Classement de l'étape \| \| Coureur \| Coureur \| Pays \| Équipe \| Temps \| \| --------------------- \| --------------------- \| --------------------- \| ----------------------------- \| --------------------- \| \| 1er \| Jérôme Pineau \| France \| Brioches La Boulangère \| 3 h 20 min 15 s \| \| 2e \| Samuel Dumoulin \| France \| Jean Delatour \| + 0 s \| \| 3e \| Régis Lhuillier \| France \| Fdjeux.com \| + 4 s \| \| 4e \| Axel Merckx \| Belgique \| Lotto-Domo \| + 4 s \| \| 5e \| Stéphane Augé \| France \| Crédit Agricole \| + 4 s \| \| 6e \| Yuriy Krivtsov \| Ukraine \| Jean Delatour \| + 2 min 04 s \| \| 7e \| Bernhard Eisel \| Autriche \| Fdjeux.com \| + 2 min 04 s \| \| 8e \| Assan Bazayev \| Kazakhstan \| \| + 2 min 04 s \| \| 9e \| Max van Heeswijk \| Pays-Bas \| US Postal Service-Berry Floor \| + 2 min 04 s \| \| 10e \| Christophe Detilloux \| Belgique \| Lotto-Domo \| + 2 min 04 s \| |                      |            |                               |                 |
| |                      |            |                               |                 |
| Sources : ProCyclingStats Cycling Archives |                      |            |                               |                 |
| Classement de l'étape |                      |            |                               |                 |
| Coureur | Coureur              | Pays       | Équipe                        | Temps           |
| 1er | Jérôme Pineau        | France     | Brioches La Boulangère        | 3 h 20 min 15 s |
| 2e | Samuel Dumoulin      | France     | Jean Delatour                 | + 0 s           |
| 3e | Régis Lhuillier      | France     | Fdjeux.com                    | + 4 s           |
| 4e | Axel Merckx          | Belgique   | Lotto-Domo                    | + 4 s           |
| 5e | Stéphane Augé        | France     | Crédit Agricole               | + 4 s           |
| 6e | Yuriy Krivtsov       | Ukraine    | Jean Delatour                 | + 2 min 04 s    |
| 7e | Bernhard Eisel       | Autriche   | Fdjeux.com                    | + 2 min 04 s    |
| 8e | Assan Bazayev        | Kazakhstan |                               | + 2 min 04 s    |
| 9e | Max van Heeswijk     | Pays-Bas   | US Postal Service-Berry Floor | + 2 min 04 s    |
| 10e | Christophe Detilloux | Belgique   | Lotto-Domo                    | + 2 min 04 s    |

### 2eétape
| \| Classement de l'étape \| Classement de l'étape \| Classement de l'étape \| Classement de l'étape \| Classement de l'étape \| \| Coureur \| Coureur \| Pays \| Équipe \| Temps \| \| --------------------- \| --------------------- \| --------------------- \| ------------------------------- \| --------------------- \| \| 1er \| Maryan Hary \| France \| Brioches La Boulangère \| 3 h 56 min 04 s \| \| 2e \| Samuel Dumoulin \| France \| Jean Delatour \| + 17 s \| \| 3e \| Plamen Stoyanov \| Bulgarie \| BigMat-Auber 93 \| + 17 s \| \| 4e \| Janek Tombak \| Estonie \| Cofidis-Le Crédit par Téléphone \| + 17 s \| \| 5e \| Richard Virenque \| France \| Quick Step-Davitamon \| + 17 s \| \| 6e \| Roger Beuchat \| Suisse \| Phonak Hearing Systems \| + 17 s \| \| 7e \| Assan Bazayev \| Kazakhstan \| \| + 17 s \| \| 8e \| David George \| Afrique du Sud \| Barloworld \| + 17 s \| \| 9e \| Jérôme Pineau \| France \| Brioches La Boulangère \| + 17 s \| \| 10e \| Régis Lhuillier \| France \| Fdjeux.com \| + 17 s \| |                  |                |                                 |                 |
| |                  |                |                                 |                 |
| Sources : ProCyclingStats Cycling Archives |                  |                |                                 |                 |
| Classement de l'étape |                  |                |                                 |                 |
| Coureur | Coureur          | Pays           | Équipe                          | Temps           |
| 1er | Maryan Hary      | France         | Brioches La Boulangère          | 3 h 56 min 04 s |
| 2e | Samuel Dumoulin  | France         | Jean Delatour                   | + 17 s          |
| 3e | Plamen Stoyanov  | Bulgarie       | BigMat-Auber 93                 | + 17 s          |
| 4e | Janek Tombak     | Estonie        | Cofidis-Le Crédit par Téléphone | + 17 s          |
| 5e | Richard Virenque | France         | Quick Step-Davitamon            | + 17 s          |
| 6e | Roger Beuchat    | Suisse         | Phonak Hearing Systems          | + 17 s          |
| 7e | Assan Bazayev    | Kazakhstan     |                                 | + 17 s          |
| 8e | David George     | Afrique du Sud | Barloworld                      | + 17 s          |
| 9e | Jérôme Pineau    | France         | Brioches La Boulangère          | + 17 s          |
| 10e | Régis Lhuillier  | France         | Fdjeux.com                      | + 17 s          |

### 3eétape
| \| Classement de l'étape \| Classement de l'étape \| Classement de l'étape \| Classement de l'étape \| Classement de l'étape \| \| Coureur \| Coureur \| Pays \| Équipe \| Temps \| \| --------------------- \| ------------------------ \| --------------------- \| ------------------------------- \| --------------------- \| \| 1er \| Ludovic Turpin \| France \| AG2R Prévoyance \| 4 h 01 min 44 s \| \| 2e \| Javier Pascual Rodríguez \| Espagne \| iBanesto.com \| + 56 s \| \| 3e \| Juan Antonio Flecha \| Espagne \| iBanesto.com \| + 56 s \| \| 4e \| Richard Virenque \| France \| Quick Step-Davitamon \| + 56 s \| \| 5e \| Christophe Oriol \| France \| AG2R Prévoyance \| + 56 s \| \| 6e \| David Moncoutié \| France \| Cofidis-Le Crédit par Téléphone \| + 56 s \| \| 7e \| David George \| Afrique du Sud \| Barloworld \| + 56 s \| \| 8e \| Marek Rutkiewicz \| Pologne \| Cofidis-Le Crédit par Téléphone \| + 56 s \| \| 9e \| Unai Osa \| Espagne \| iBanesto.com \| + 56 s \| \| 10e \| Pieter Weening \| Pays-Bas \| Rabobank GS3 \| + 56 s \| |                          |                |                                 |                 |
| |                          |                |                                 |                 |
| Sources : ProCyclingStats Cycling Archives |                          |                |                                 |                 |
| Classement de l'étape |                          |                |                                 |                 |
| Coureur | Coureur                  | Pays           | Équipe                          | Temps           |
| 1er | Ludovic Turpin           | France         | AG2R Prévoyance                 | 4 h 01 min 44 s |
| 2e | Javier Pascual Rodríguez | Espagne        | iBanesto.com                    | + 56 s          |
| 3e | Juan Antonio Flecha      | Espagne        | iBanesto.com                    | + 56 s          |
| 4e | Richard Virenque         | France         | Quick Step-Davitamon            | + 56 s          |
| 5e | Christophe Oriol         | France         | AG2R Prévoyance                 | + 56 s          |
| 6e | David Moncoutié          | France         | Cofidis-Le Crédit par Téléphone | + 56 s          |
| 7e | David George             | Afrique du Sud | Barloworld                      | + 56 s          |
| 8e | Marek Rutkiewicz         | Pologne        | Cofidis-Le Crédit par Téléphone | + 56 s          |
| 9e | Unai Osa                 | Espagne        | iBanesto.com                    | + 56 s          |
| 10e | Pieter Weening           | Pays-Bas       | Rabobank GS3                    | + 56 s          |

### 4eétape
| \| Classement de l'étape \| Classement de l'étape \| Classement de l'étape \| Classement de l'étape \| Classement de l'étape \| \| Coureur \| Coureur \| Pays \| Équipe \| Temps \| \| --------------------- \| --------------------- \| --------------------- \| ----------------------------- \| --------------------- \| \| 1er \| Max van Heeswijk \| Pays-Bas \| US Postal Service-Berry Floor \| 2 h 44 min 57 s \| \| 2e \| Samuel Dumoulin \| France \| Jean Delatour \| + 0 s \| \| 3e \| Yuriy Krivtsov \| Ukraine \| Jean Delatour \| + 0 s \| \| 4e \| Philippe Gilbert \| Belgique \| Fdjeux.com \| + 0 s \| \| 5e \| Walter Bénéteau \| France \| Brioches La Boulangère \| + 0 s \| \| 6e \| Ludovic Turpin \| France \| AG2R Prévoyance \| + 0 s \| \| 7e \| Plamen Stoyanov \| Bulgarie \| BigMat-Auber 93 \| + 0 s \| \| 8e \| Assan Bazayev \| Kazakhstan \| \| + 0 s \| \| 9e \| Richard Virenque \| France \| Quick Step-Davitamon \| + 0 s \| \| 10e \| Aliaksandr Usau \| Biélorussie \| Phonak Hearing Systems \| + 0 s \| |                  |             |                               |                 |
| |                  |             |                               |                 |
| Sources : ProCyclingStats Cycling Archives |                  |             |                               |                 |
| Classement de l'étape |                  |             |                               |                 |
| Coureur | Coureur          | Pays        | Équipe                        | Temps           |
| 1er | Max van Heeswijk | Pays-Bas    | US Postal Service-Berry Floor | 2 h 44 min 57 s |
| 2e | Samuel Dumoulin  | France      | Jean Delatour                 | + 0 s           |
| 3e | Yuriy Krivtsov   | Ukraine     | Jean Delatour                 | + 0 s           |
| 4e | Philippe Gilbert | Belgique    | Fdjeux.com                    | + 0 s           |
| 5e | Walter Bénéteau  | France      | Brioches La Boulangère        | + 0 s           |
| 6e | Ludovic Turpin   | France      | AG2R Prévoyance               | + 0 s           |
| 7e | Plamen Stoyanov  | Bulgarie    | BigMat-Auber 93               | + 0 s           |
| 8e | Assan Bazayev    | Kazakhstan  |                               | + 0 s           |
| 9e | Richard Virenque | France      | Quick Step-Davitamon          | + 0 s           |
| 10e | Aliaksandr Usau  | Biélorussie | Phonak Hearing Systems        | + 0 s           |

## Classements finals

### Classement général
| \| Classement général \| Classement général \| Classement général \| Classement général \| Classement général \| \| Coureur \| Coureur \| Pays \| Équipe \| Temps \| \| ------------------ \| ------------------------ \| ------------------ \| ------------------------------- \| ------------------ \| \| 1er \| Axel Merckx \| Belgique \| Lotto-Domo \| 14 h 04 min 16 s \| \| 2e \| Samuel Dumoulin \| France \| Jean Delatour \| + 53 s \| \| 3e \| Jérôme Pineau \| France \| Brioches La Boulangère \| + 1 min 03 s \| \| 4e \| Ludovic Turpin \| France \| AG2R Prévoyance \| + 1 min 05 s \| \| 5e \| Richard Virenque \| France \| Quick Step-Davitamon \| + 2 min 01 s \| \| 6e \| Javier Pascual Rodríguez \| Espagne \| iBanesto.com \| + 2 min 01 s \| \| 7e \| Marek Rutkiewicz \| Pologne \| Cofidis-Le Crédit par Téléphone \| + 2 min 01 s \| \| 8e \| Christophe Oriol \| France \| AG2R Prévoyance \| + 2 min 01 s \| \| 9e \| David George \| Afrique du Sud \| Barloworld \| + 2 min 01 s \| \| 10e \| Eladio Jiménez \| Espagne \| iBanesto.com \| + 2 min 01 s \| |                          |                |                                 |                  |
| |                          |                |                                 |                  |
| Sources : ProCyclingStats Cycling Archives |                          |                |                                 |                  |
| Classement général |                          |                |                                 |                  |
| Coureur | Coureur                  | Pays           | Équipe                          | Temps            |
| 1er | Axel Merckx              | Belgique       | Lotto-Domo                      | 14 h 04 min 16 s |
| 2e | Samuel Dumoulin          | France         | Jean Delatour                   | + 53 s           |
| 3e | Jérôme Pineau            | France         | Brioches La Boulangère          | + 1 min 03 s     |
| 4e | Ludovic Turpin           | France         | AG2R Prévoyance                 | + 1 min 05 s     |
| 5e | Richard Virenque         | France         | Quick Step-Davitamon            | + 2 min 01 s     |
| 6e | Javier Pascual Rodríguez | Espagne        | iBanesto.com                    | + 2 min 01 s     |
| 7e | Marek Rutkiewicz         | Pologne        | Cofidis-Le Crédit par Téléphone | + 2 min 01 s     |
| 8e | Christophe Oriol         | France         | AG2R Prévoyance                 | + 2 min 01 s     |
| 9e | David George             | Afrique du Sud | Barloworld                      | + 2 min 01 s     |
| 10e | Eladio Jiménez           | Espagne        | iBanesto.com                    | + 2 min 01 s     |